# Дискография Тайо Круса
Дискография певца и автора песен Тайо Круса. Британский певец Тайо Крус выпустил три студийных альбома, один сборник, один концертный альбом, двадцать синглов (в том числе шесть в качестве исполнителя) и двадцать три музыкальных клипа. После подписания издательского контракта в возрасте 19 лет Крус выпустил свой дебютный студийный альбом «Departure» в 2008 году.
Он достиг 17-го места в UK Albums Chart и получил золотой сертификат Британской фонографической индустрии (BPI). Альбом содержал пять синглов, каждый из которых достиг 30 лучших британских чартов.
Крус выпустил свой второй альбом Rokstarr 12 октября 2009 года.

## Альбомы

### Студийные альбомы
| Departure - Выпущен: 17 марта 2008 - Лейбл: Island (#1761182) - Формат: CD, digital download  | 17 | —  | —  | — | —  | —  | —  | —  | — | - UK: золотой                 |
| Rokstarr - Выпущен: 12 октября 2009 - Лейбл: Island (#2716967) - Формат: CD, digital download | 14 | 14 | 36 | 3 | 20 | 31 | 24 | 39 | 8 | - AUS: золотой - CAN: золотой |
| TY.O - Выпущен: 2 декабря 2011 - Лейбл: Island - Формат: CD, digital download                 | —  | 97 | 36 | — | 73 | 28 | —  | 15 | — |                               |
| «—» означает, что альбом не был в чарте или не выпущен.                                       |    |    |    |   |    |    |    |    |   |                               |

### Сборники
| Сборник | Место | Сертификат       |
| Сборник | UK    | Сертификат       |
| --- | ----- | ---------------- |
| The Rokstarr Collection - Выпущен: 20 сентября 2010 - Лейбл: Island (#2745260) - Формат: CD, digital download | 16    | - UK: серебряный |

### Концертные альбомы
| Альбом                                                                             |
| ---------------------------------------------------------------------------------- |
| iTunes Session - Выпущен: 4 января 2011 - Лейбл: Island - Формат: digital download |

## Синглы

### Как главный артист
| Название                                                   | Год  | Высшие места в чартах | Высшие места в чартах | Высшие места в чартах | Высшие места в чартах | Высшие места в чартах | Высшие места в чартах | Высшие места в чартах | Высшие места в чартах | Высшие места в чартах | Высшие места в чартах | Высшие места в чартах | Сертификаты | Альбом                  |
| Название                                                   | Год  | UK                    | AUS                   | AUT                   | CAN                   | FRA                   | GER                   | IRE                   | NLD                   | NZ                    | SWI                   | US                    | Сертификаты | Альбом                  |
| ---------------------------------------------------------- | ---- | --------------------- | --------------------- | --------------------- | --------------------- | --------------------- | --------------------- | --------------------- | --------------------- | --------------------- | --------------------- | --------------------- | --- | ----------------------- |
| «I Just Wanna Know»                                        | 2006 | 29                    | —                     | —                     | —                     | —                     | —                     | —                     | —                     | —                     | —                     | —                     | | Departure               |
| «Moving On»                                                | 2007 | 26                    | —                     | —                     | —                     | —                     | —                     | —                     | —                     | —                     | —                     | —                     | | Departure               |
| «Come On Girl» (featuring Luciana)                         | 2008 | 5                     | —                     | —                     | —                     | —                     | —                     | 19                    | —                     | —                     | —                     | —                     | | Departure               |
| «I Can Be»                                                 | 2008 | 18                    | —                     | —                     | —                     | —                     | —                     | 23                    | —                     | —                     | —                     | —                     | | Departure               |
| «She's Like a Star» (featuring Sugababes and Busta Rhymes) | 2008 | 20                    | —                     | —                     | —                     | —                     | —                     | —                     | —                     | —                     | —                     | —                     | | Departure               |
| «Break Your Heart» [A]                                     | 2009 | 1                     | 2                     | 10                    | 1                     | 2                     | 5                     | 2                     | 8                     | 17                    | 1                     | 1                     | - AUS: 2× платиновый - CAN: 3× платиновый - GER: золотой - NZ: золотой - SWI: 2× платиновый - US: 3× платиновый | Rokstarr                |
| «No Other One»                                             | 2009 | 42                    | —                     | —                     | —                     | —                     | —                     | —                     | —                     | —                     | —                     | —                     | | Rokstarr                |
| «Dirty Picture» (featuring Kesha)                          | 2010 | 6                     | 16                    | —                     | 49                    | —                     | —                     | 10                    | —                     | 11                    | —                     | 96                    | - AUS: золотой - NZ: золотой                                                                                    | Rokstarr                |
| «Dynamite»                                                 | 2010 | 1                     | 1                     | 2                     | 1                     | 5                     | 3                     | 1                     | 3                     | 1                     | 3                     | 2                     | - AUS: 7× платиновый - CAN: 5× платиновый - GER: золотой - NZ: платиновый - SWI: платиновый - US: 5× платиновый | The Rokstarr Collection |
| «Higher» [B]                                               | 2010 | 8                     | 25                    | 3                     | 13                    | 7                     | 3                     | 7                     | 7                     | 5                     | 4                     | 24                    | - AUS: золотой - CAN: платиновый - NZ: золотой - SWI: платиновый - US: платиновый - UK: серебряный              | The Rokstarr Collection |
| «Falling in Love»                                          | 2011 | —                     | —                     | —                     | —                     | —                     | —                     | —                     | —                     | —                     | —                     | —                     | | The Rokstarr Collection |
| «Hangover» (featuring Flo Rida)                            | 2011 | 27                    | 3                     | 1                     | 13                    | 8                     | 2                     | 22                    | 5                     | 10                    | 1                     | 62                    | - AUS: 4× платиновый - GER: платиновый - SWI: 3× платиновый                                                     | TY.O                    |
| «Troublemaker»                                             | 2011 | 3                     | 10                    | 12                    | —                     | 90                    | 6                     | 18                    | 22                    | —                     | 7                     | —                     | - GER: золотой - SWI: платиновый                                                                                | TY.O                    |
| «There She Goes» (featuring Pitbull)                       | 2012 | —                     | —                     | 8                     | 65                    | —                     | 5                     | —                     | —                     | —                     | 2                     | —                     | - SWI: золотой                                                                                                  | TY.O                    |
| «World in Our Hands»                                       | —    | —                     | —                     | —                     | —                     | 4                     | —                     | —                     | —                     | —                     | —                     |                       | | TY.O                    |
| «Fast Car»                                                 | —    | —                     | —                     | —                     | —                     | —                     | —                     | —                     | —                     | —                     | —                     |                       | | TY.O                    |
| «—» означает, что сингл не был в чарте или не выпущен.     |      |                       |                       |                       |                       |                       |                       |                       |                       |                       |                       |                       | |                         |

Примечания
1. ^  The version released in some countries features vocals from Ludacris.
2. ^  There are four different versions of «Higher»: a solo version by Cruz, a version featuring Kylie Minogue, a version featuring Travie McCoy, and a version featuring both Minogue and McCoy. Both Rokstarr and The Rokstarr Collection feature only Cruz’s solo version of the song.

### Как приглашённый артист
| Название                                                        | Год  | Высшие места в чартах | Высшие места в чартах | Высшие места в чартах | Высшие места в чартах | Высшие места в чартах | Высшие места в чартах | Высшие места в чартах | Высшие места в чартах | Высшие места в чартах | Высшие места в чартах | Высшие места в чартах | Сертификаты                                       | Альбом               |
| Название                                                        | Год  | UK                    | AUS                   | AUT                   | CAN                   | FRA                   | GER                   | IRE                   | NLD                   | NZ                    | SWI                   | US                    | Сертификаты                                       | Альбом               |
| --------------------------------------------------------------- | ---- | --------------------- | --------------------- | --------------------- | --------------------- | --------------------- | --------------------- | --------------------- | --------------------- | --------------------- | --------------------- | --------------------- | ------------------------------------------------- | -------------------- |
| «Take Me Back» (Tinchy Stryder featuring Taio Cruz)             | 2009 | 3                     | —                     | —                     | —                     | —                     | —                     | 16                    | —                     | —                     | —                     | —                     |                                                   | Catch 22             |
| «Second Chance» (Tinchy Stryder featuring Taio Cruz)            | 2010 | 22                    | —                     | —                     | —                     | —                     | —                     | 35                    | —                     | —                     | —                     | —                     |                                                   | Third Strike         |
| «Shine a Light» (McFly featuring Taio Cruz)                     | 2010 | 4                     | —                     | —                     | —                     | —                     | —                     | 13                    | —                     | —                     | —                     | —                     |                                                   | Above the Noise      |
| «Cryin' Over You» (Nightcrawlers featuring Taio Cruz)           | 2011 | —                     | —                     | —                     | —                     | —                     | —                     | —                     | —                     | —                     | —                     | —                     |                                                   | Сингл вне альбома    |
| «Little Bad Girl» (David Guetta featuring Taio Cruz & Ludacris) | 2011 | 4                     | 15                    | 5                     | 14                    | 3                     | 5                     | 8                     | 29                    | 19                    | 7                     | 70                    | - AUS: платиновый - SWI: золотой - UK: серебряный | Nothing but the Beat |
| «—» означает, что сингл не был в чарте или не выпущен.          |      |                       |                       |                       |                       |                       |                       |                       |                       |                       |                       |                       |                                                   |                      |

### Саундтреки
| Название            | Год  | Высшие места в чартах | Высшие места в чартах | Высшие места в чартах | Альбом           |
| Название            | Год  | UK                    | AUT                   | GER                   | Альбом           |
| ------------------- | ---- | --------------------- | --------------------- | --------------------- | ---------------- |
| «Telling the World» | 2011 | 138                   | 21                    | 35                    | Rio OST and TY.O |

## Музыкальное видео
| Год  | Сингл                                             | Режиссёр      |
| ---- | ------------------------------------------------- | ------------- |
| 2006 | «I Just Wanna Know»                               | Энди Хилтон   |
| 2007 | «Moving On»                                       | Шейн Стирлинг |
| 2008 | «Come On Girl» (с Luciana)                        | Алекс Херрон  |
| 2008 | «I Can Be»                                        | Алекс Херрон  |
| 2008 | «She’s Like a Star»                               | Алекс Херрон  |
| 2009 | «Take Me Back» (с Тинчи Страйдером)               | Эмил Нава     |
| 2009 | «Break Your Heart»                                | Алекс Херрон  |
| 2009 | «No Other One»                                    | Алекс Херрон  |
| 2009 | «Break Your Heart» (with Ludacris)                | Алекс Херрон  |
| 2010 | «Dirty Picture» (с Кешей)                         | Алекс Херрон  |
| 2010 | «Dynamite»                                        | Алекс Херрон  |
| 2010 | «Second Chance» (с Тинчи Страйдером)              | Эмиль Нава    |
| 2010 | «Shine a Light» (с McFly)                         |               |
| 2010 | «Higher» (с Кайли Миноуг)                         | Алекс Херрон  |
| 2010 | «Higher» (с Трэви МакКоем)                        | Алекс Херрон  |
| 2011 | «Falling in Love»                                 |               |
| 2011 | «Telling the World»                               |               |
| 2011 | «Little Bad Girl» (с Давидом Геттой & Лудакрисом) |               |
| 2012 | «Hangover» (featuring Flo Rida)                   | Martin Weisz  |
| 2012 | «Troublemaker (Believe in me Now)»                | Martin Weisz  |
| 2012 | «There She Goes»                                  | Alex Herron   |